# Институт Пратта
Институт Пратта (англ. Pratt Institute) — одно из ведущих учебных заведений в области искусства, дизайна и архитектуры в Соединенных Штатах Америки.
Институт Пратта — специализированный частный колледж с отделениями на Манхэттене, в Бруклине и в Ютике, штат Нью-Йорк.
Основан в 1887 году бизнесменом и филантропом Чарльзом Праттом (англ.) (1830—1891).
Институт Пратта — художественное учебное заведение, занимающееся обучением по направлениям:
- архитектура,
- графический дизайн ,
- изобразительное искусство,
- история искусства и дизайна,
- промышленный дизайн,
- дизайн одежды,
- дизайн ювелирных изделий,
- искусство иллюстрации,
- дизайн интерьера,
- компьютерный дизайн,
- креативная каллиграфия,
- библиотечные и информационные наук и др.

Институт Пратта является членом Объединения независимых колледжей в области искусства и дизайна (the Association of Independent Colleges of Art and Design AICAD), в которое входят 36 ведущих художественных учебных заведений в Соединенных Штатах.
Институт Пратта ежегодно в Бруклине проводит фестиваль комиксов, Comic Arts Brooklyn.

Фотогалерея
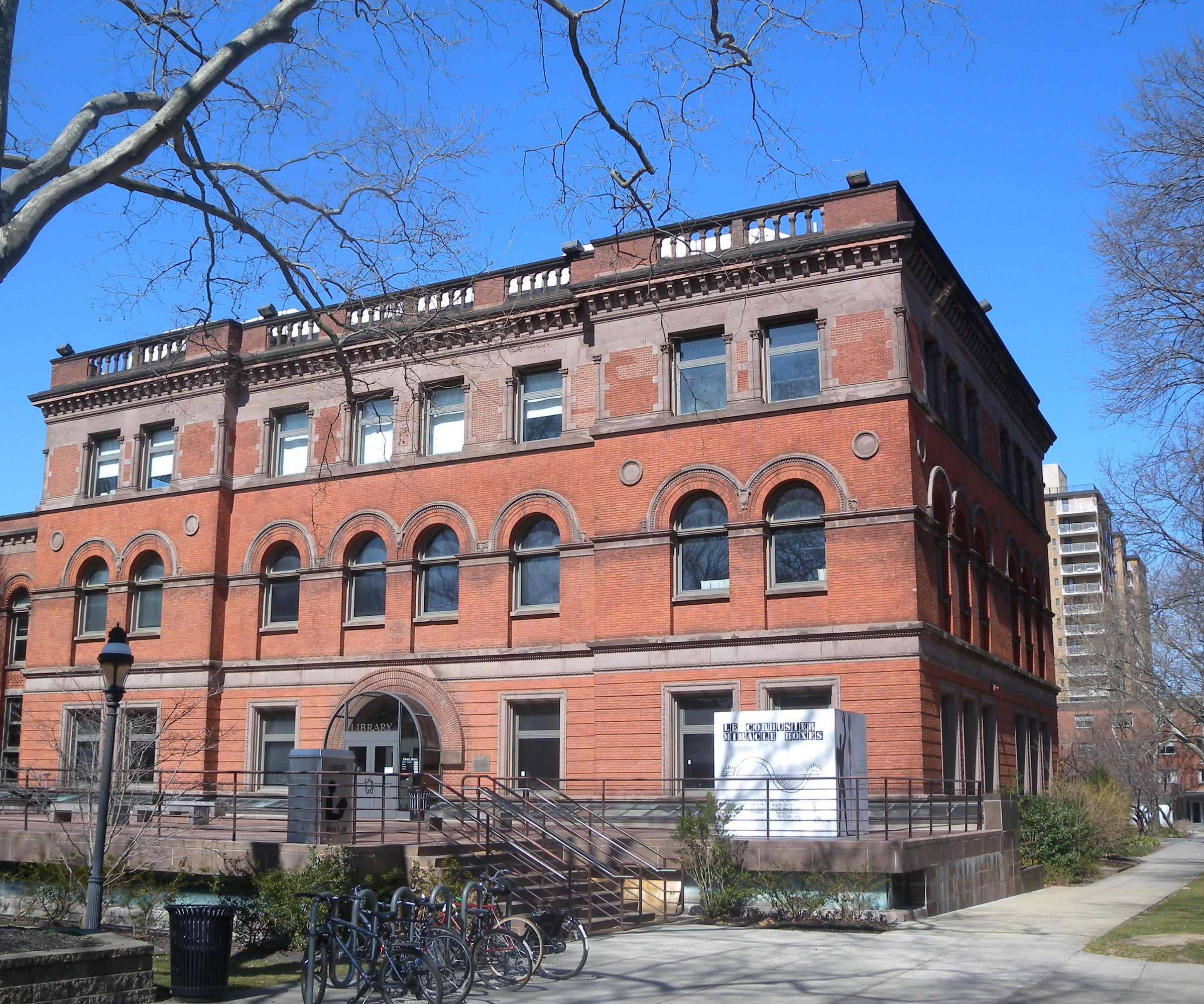
Здание библиотеки института Пратта
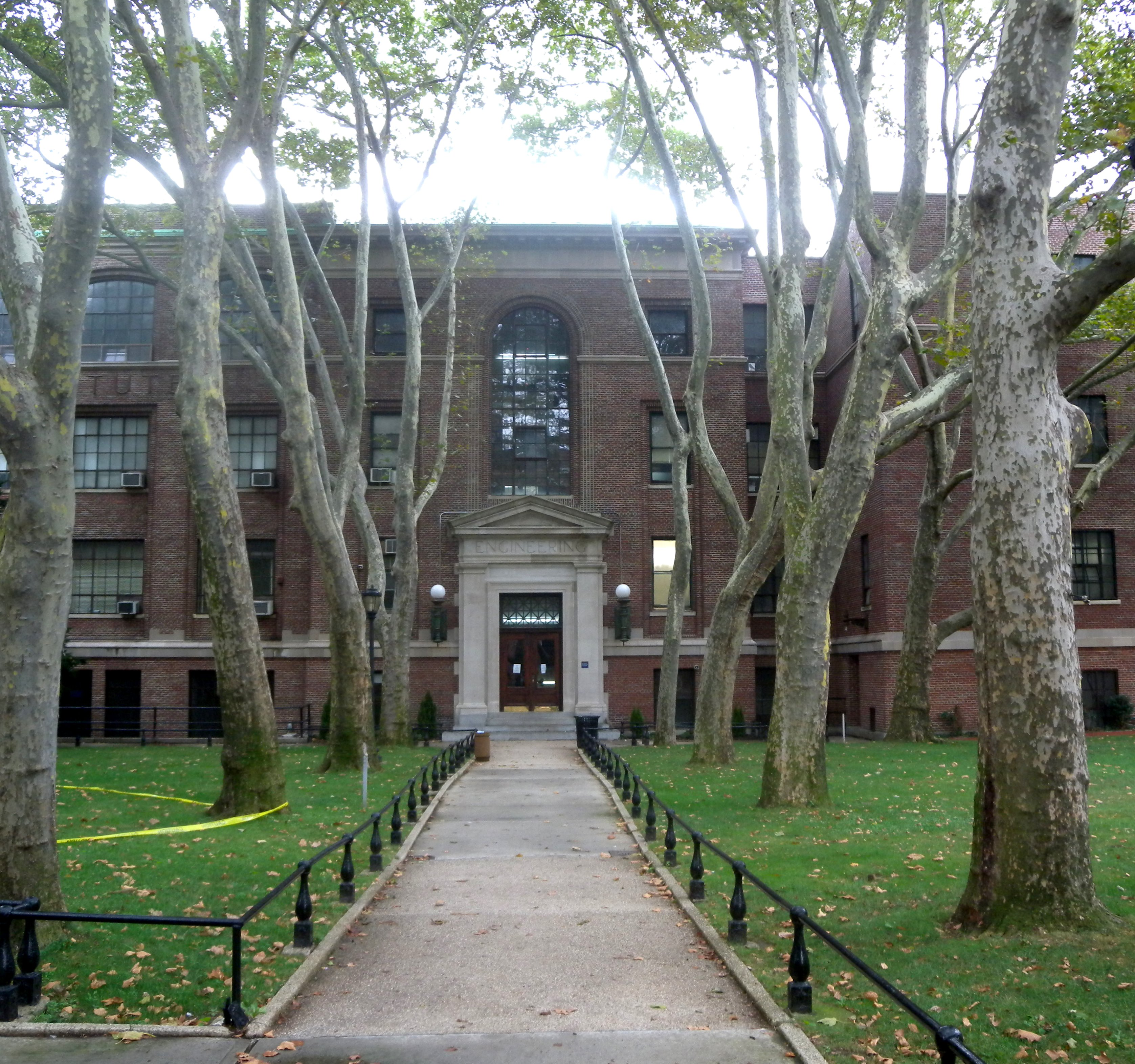
Кампус института Пратта